# Moteur V20
Un moteur V20 est un moteur à piston à vingt cylindres dans lequel deux rangées de dix cylindres sont disposées en V autour d'un vilebrequin commun. Des moteurs V20 diesel sont utilisés dans les locomotives diesel, les camions de transport, les générateurs électriques et les applications marines.

## Histoire

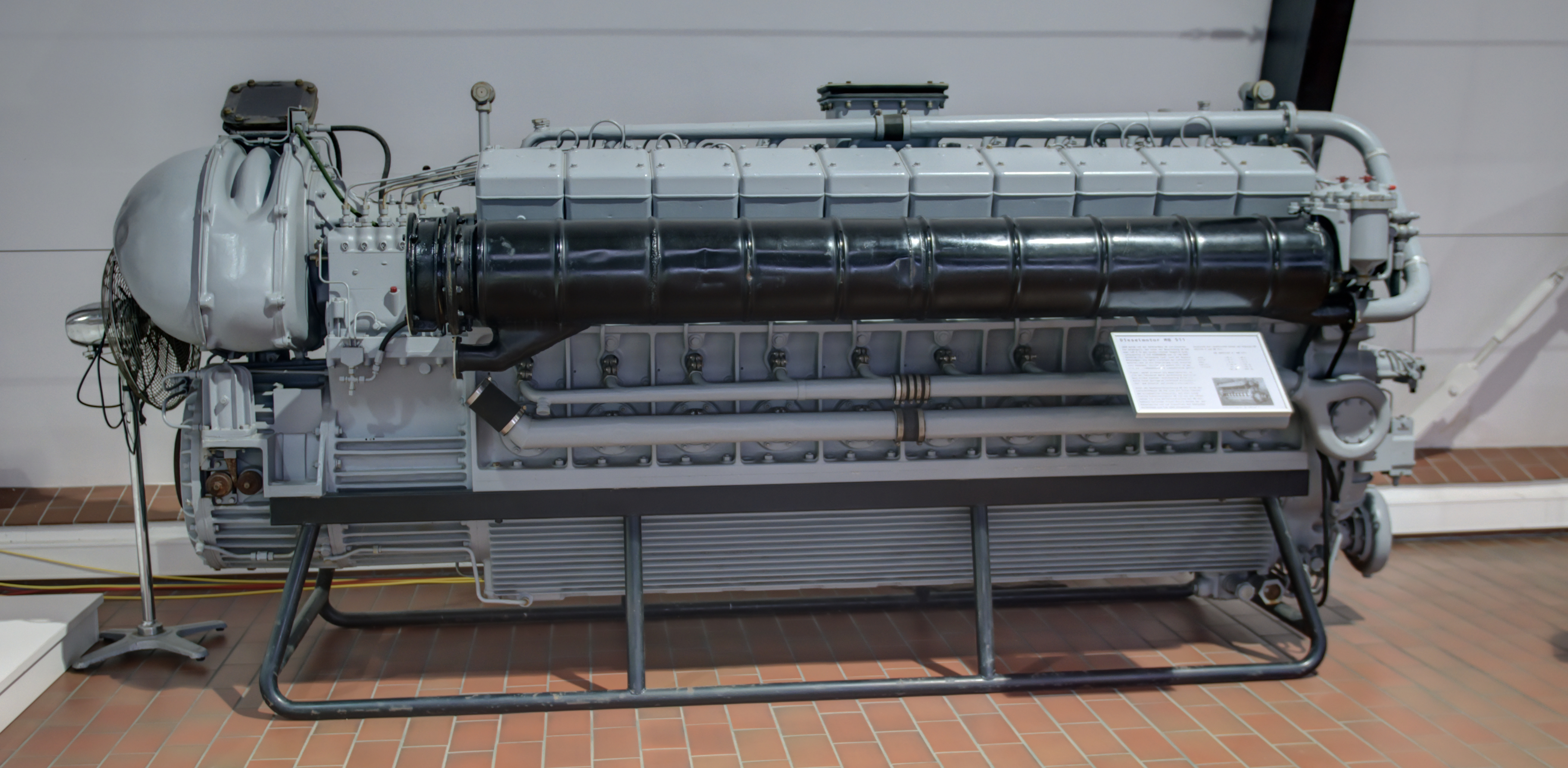
Moteur diesel marin Mercedes-Benz MB 511.

À partir de la fin des années 1930, Mercedes-Benz produit plusieurs gros moteurs diesel V20 destinés à des applications marines. Le premier moteur est le MB 501, basé sur le moteur MB 500 V12 et installé dans le Schnellboot (bateau d'attaque rapide) de la classe 1937 et dans plusieurs sous-marins. Les versions ultérieures comprennent le moteur suralimenté MB 511 et le MB 518, qui ajoute également un refroidisseur intermédiaire. Un exemplaire du MB 511 est produit par VEB Motorenwerk à Ludwigsfelde et appelée VEB 20 KVD 25. La production du MB 518 reprend en 1951 et une version du moteur est également fabriquée par MTU, appelée MB 20 V 672..
Le moteur turbo-diesel V20 à deux temps Electro-Motive Diesel EMD 645E3 est utilisé dans les locomotives diesel-électriques des années 1960 telles que l'EMD SD45. Le moteur a une cylindrée de 211 l (12 876 po3) et produit une traction nette de 2,7 MW (3 600 ch),,. La puissance brute maximale est plus proche de 5 000 hp lorsqu'il fonctionne en mode auto-test (la sortie générée étant dissipée par des résistances). Des versions ultérieures du moteur EMD 645 sont utilisées dans les locomotives EMD SD45-2 et EMD SD45T-2. EMD produit également une version V20 du moteur diesel EMD 710, qui a été utilisé dans la locomotive EMD SD80MAC de 1995,. L'EMD 710 reste en production, et est principalement utilisé dans la production d'énergie et la propulsion marine.
Le Detroit Diesel Series 149 20V149 a une puissance de 2 936 ch (2 189 kW) pour une capacité de 2 980 pouces cubes (48,8 L). Il est abandonné en 2000.
Les moteurs diesel V20 produits comprennent : MAN 28/33D STC, FM (Fairbanks Morse), MAN 32/44CR, FM (Fairbanks Morse), MAN 175D, FM (Fairbanks Morse), FM Colt-Pielstick PA6B STC (SEMT Pielstick), 20V32 (Wärtsilä), MTU 20V1163 (MTU Friedrichshafen), MTU 20V4000 (MTU Friedrichshafen), MTU 20V8000 (MTU Friedrichshafen), QSK120 (Cummins), C175-20 (Caterpillar), et série G3520 (Caterpillar).